# Джонни-шотландец
«Джонни-шотландец» (англ. Johnie Scot; Child 99, Roud 63) — народная баллада шотландского происхождения. Из приведённых Чайлдом версий её текста (не менее восемнадцати) шесть записал Уильям Мазеруэлл, четыре — Джордж Ритчи Кинлох, ещё две — Кэмпбелл. Самая ранняя из записей датируется 1783 или 1799 годом.
На русский язык балладу перевёл Юлий Маркович Даниэль.

## Сюжет
Шотландец по имени Джон служит в Англии при королевском дворе. От него становится беременна королевская дочь. Джонни сбегает в Шотландию, а король, узнав об произошедшем, бросает девушку в тюрьму. Джонни отправляет к возлюбленной посланца с шёлковой сорочкой (отличительным знаком, который она должна узнать), прося её приехать к нему. Когда он получает вести о её заточении, то решает отправиться на выручку. С ним едет отряд шотландцев (в разных вариантах — двадцать четыре или пятьсот человек, со встречающимся упоминанием о том, что все они не женаты). Когда они прибывают к королю, тот спрашивает, как зовут их предводителя, в разных вариантах тот называет разные имена. Монарх хочет повесить Джонни за совершённое им, однако шотландцы готовы к вооружённому сопротивлению. Стороны сходятся на дуэли, с королевской стороны выступает итальянский боец. Шотландец убивает его, в некоторых вариантах пронзив мечом в момент, когда тот прыгает через него. Джонни требует священника, чтобы сочетать его и девушку законным браком. Король зовёт клерка, чтобы отписать приданое, однако шотландец отказывается от него.
Чайлд упоминает историю, которая могла послужить основой для сюжета баллады. В 1679 году Джеймс МакГилл из Линдореса был вынужден сразиться с итальянским гладиатором, чтобы получить желаемое королевское прощение от Карла II. Он поразил его как раз в момент прыжка над собственной головой и не только получил помилование, но и был сразу же посвящён в рыцари.